# Whatever You Like
"Whatever You Like" é uma canção do rapper norte-americano T.I., gravada como o primeiro single de seu sexto álbum de estúdio, Paper Trail. Ela foi lançada em 16 de julho de 2008. Esta é a segunda canção de T.I. com o nome de "Whatever You Like". A primeira foi "Whatever U Like" por Nicole Scherzinger, com sua participação. O single foi lançado digitalmente em 19 de agosto de 2008.
"Whatever You Like" foi produzida por Jim Jonsin, o mesmo produtor da canção de Lil Wayne "Lollipop". Ambas canções possuem elementos similares.

## Posições
| Top (2008)                                 | Melhor posição |
| ------------------------------------------ | -------------- |
| Alemanha - German Singles Chart            | 57             |
| Austrália - ARIA Chart                     | 13             |
| Brasil - Hot 100                           | 26             |
| Canadá - Canadian Hot 100                  | 12             |
| Estados Unidos - Billboard Hot 100         | 1(7x)          |
| Estados Unidos - Billboard Hot 100 Airplay | 1              |
| Estados Unidos - Billboard Hip-Hop Songs   | 1              |
| Estados Unidos - Billboard Hot Rap Tracks  | 1              |
| Estados Unidos - Billboard Pop 100         | 5              |
| Estados Unidos - Billboard Rhythmic Top 40 | 1              |
| Irlanda - Irish Singles Chart              | 19             |
| Israel - Israeli Singles Chart             | 29             |
| Japão - Japanese Download Chart            | 5              |
| Noruega - Norway Singles Chart             | 19             |
| Nova Zelândia RIANZ Singles Chart          | 1              |
| Países Baixos - Dutch Top 40               | 25             |
| Reino Unido - UK Singles Chart             | 47             |
| Suécia - Swedish Singles Chart             | 51             |
| Turquia Turkey Top 20 Chart (Billboard)    | 13             |
| Mundo - United World Chart                 | 5              |

## Trajetórias
| Estados Unidos - Billboard Hot 100 | Estados Unidos - Billboard Hot 100 | Estados Unidos - Billboard Hot 100 | Estados Unidos - Billboard Hot 100 | Estados Unidos - Billboard Hot 100 | Estados Unidos - Billboard Hot 100 | Estados Unidos - Billboard Hot 100 | Estados Unidos - Billboard Hot 100 | Estados Unidos - Billboard Hot 100 | Estados Unidos - Billboard Hot 100 | Estados Unidos - Billboard Hot 100 | Estados Unidos - Billboard Hot 100 | Estados Unidos - Billboard Hot 100 | Estados Unidos - Billboard Hot 100 | Estados Unidos - Billboard Hot 100 | Estados Unidos - Billboard Hot 100 | Estados Unidos - Billboard Hot 100 | Estados Unidos - Billboard Hot 100 | Estados Unidos - Billboard Hot 100 | Estados Unidos - Billboard Hot 100 | Estados Unidos - Billboard Hot 100 | Estados Unidos - Billboard Hot 100 | Estados Unidos - Billboard Hot 100 | Estados Unidos - Billboard Hot 100 | Estados Unidos - Billboard Hot 100 | Estados Unidos - Billboard Hot 100 | Estados Unidos - Billboard Hot 100 | Estados Unidos - Billboard Hot 100 | Estados Unidos - Billboard Hot 100 | Estados Unidos - Billboard Hot 100 | Estados Unidos - Billboard Hot 100 | Estados Unidos - Billboard Hot 100 | Estados Unidos - Billboard Hot 100 | Estados Unidos - Billboard Hot 100 | Estados Unidos - Billboard Hot 100 | Estados Unidos - Billboard Hot 100 | Estados Unidos - Billboard Hot 100 |
| Semana                             | 1                                  | 2                                  | 3                                  | 4                                  | 5                                  | 6                                  | 7                                  | 8                                  | 9                                  | 10                                 | 11                                 | 12                                 | 13                                 | 14                                 | 15                                 | 16                                 | 17                                 | 18                                 | 19                                 | 20                                 | 21                                 | 22                                 | 23                                 | 24                                 | 25                                 | 26                                 | 27                                 | 28                                 | 29                                 | 30                                 | 31                                 | 32                                 | 33                                 | 34                                 | 35                                 | 36                                 |
| ---------------------------------- | ---------------------------------- | ---------------------------------- | ---------------------------------- | ---------------------------------- | ---------------------------------- | ---------------------------------- | ---------------------------------- | ---------------------------------- | ---------------------------------- | ---------------------------------- | ---------------------------------- | ---------------------------------- | ---------------------------------- | ---------------------------------- | ---------------------------------- | ---------------------------------- | ---------------------------------- | ---------------------------------- | ---------------------------------- | ---------------------------------- | ---------------------------------- | ---------------------------------- | ---------------------------------- | ---------------------------------- | ---------------------------------- | ---------------------------------- | ---------------------------------- | ---------------------------------- | ---------------------------------- | ---------------------------------- | ---------------------------------- | ---------------------------------- | ---------------------------------- | ---------------------------------- | ---------------------------------- | ---------------------------------- |
| Posição                            | 99                                 | 71                                 | 1                                  | 1                                  | 1                                  | 2                                  | 1                                  | 1                                  | 2                                  | 2                                  | 1                                  | 1                                  | 2                                  | 2                                  | 2                                  | 4                                  | 4                                  | 5                                  |                                    |                                    | 9                                  | 11                                 |                                    |                                    |                                    |                                    |                                    |                                    |                                    |                                    |                                    |                                    |                                    |                                    |                                    |                                    |